# روبيسك (باد كاليه)
روبيسك، باد كاليه (بالفرنسية: Robecq)‏ هي بلدية تقع في إقليم باد كاليه من منطقة نور با دو كاليه في شمال فرنسا. تبلغ مساحة هذه المدينة 10.56 (كم²)، وترتفع عن سطح البحر 19 م، يبلغ عدد سكانها 1188 نسمة حسب إحصاء المعهد الوطني للإحصاء والدراسات الاقتصادية سنة 2009 م. وترأس Hervé Deroubaix البلدية خلال فترة (2008-2014).